# Stanislav Vrbík
Stanislav Vrbík, známý pod pseudonymy Jindřich Maria Slavík a A. W. Hron (8. června 1907 Jablunkov – 2. září 1987 Olomouc) byl slezský varhaník, hudební skladatel, spisovatel, básník a pedagog.

## Život
Narodil se v rodině Johanna Vrbíka magistra farmacie a Amalie rozené Jelínkové.
Studoval na gymnáziu v Olomouci. Hudbě se začal věnovat pod vedením své matky, která jej začala učit hře na klavír. Později připojil i hru na housle a na varhany. Od roku 1922 se věnoval i hudební teorii a ve hře na varhany se zdokonalil tak, že na podzim roku 1924 byl jmenován varhaníkem kostela Panny Marie Sněžné. Později zde založil i chrámový sbor. Jako koncertní varhaník vystoupil poprvé 20. listopadu 1927, kdy provedl Toccatu a Fugu d-moll Johanna Sebastiana Bacha. V roce 1928 se stal varhaníkem při katedrále Sv. Václava v Olomouci. To vše jej odvádělo od studia na gymnáziu, takže svá středoškolská studia přerušil a maturoval až v roce 1930 jako externista v Litovli.
Stal se členem Cyrilské jednoty, společnosti založené na podporu chrámové hudby. V roce 1929 absolvoval kurz hudební výchovy pro školy obecné a měšťanské a v letech 1929–1930 také kurz varhaníků při hudební škole Žerotín. Kompozici studoval soukromě u profesora brněnské konzervatoře Jaroslava Kvapila a ředitele olomouckého dómského kůru Antonína Petzolda. Kromě hudby se věnoval i ochotnickému divadlu. V roce 1936 se oženil s Marií Ružkovou.
V průběhu 2. světové války byl korepetitorem olomouckého divadla a vystupoval jako klavírista v jazzových souborech. Po osvobození se stal dirigentem činoherního orchestru. Krátce vykonával funkci zástupce kulturního referenta Okresního národního výboru v Olomouci a v roce 1952 se stal inspicientem olomoucké opery.
V letech 1961–1970 působil jako korepetitor baletního oddělení LŠU v Přerově, dále učil na varhany při Městském domě osvěty v Olomouci. V letech 1985–1987 byl korepetitorem umělecké gymnastiky při Univerzitě Palackého v Olomouci. Své dlouholeté zkušenosti praktického varhaníka i pedagoga zúročil v publikacích: ABC hry na varhany, Návod k varhanní improvizaci a Intonace.

## Dílo hudební

### Opera
- Mariánský sloup (opera, 1935)

### Operety
| Krásná čarodějka (1927) | Ženská vojna (1928) | Polibek štěstí (1933) | Když srdce zahoří (1935) |
| Fotbal vede (1936)      |                     |                       |                          |

### Balety
| Čarovné housle (1948)     | Oldřich a Božena (1959)                 | Světlana, op. 110 (1974)               | Jadran, op.118 (1978)                  |
| Na krmaši (1950)          | Bětuška tanečnice (dětský balet, 1956)  | Dobrodružství s panákem, op.112 (1975) | Hra o srdce, op. 122 (1979)            |
| Ej, lásko, lásko (1951)   | Probuzení, op.105 (taneční scény, 1972) | Kolotoč života, op. 113 (1976)         | Tábor odvahy a radosti, op. 125 (1980) |
| Z Ječmínkova kraje (1951) | Čaroděj, op. 108 (1973)                 | Doba míru, op. 116 (1977)              |                                        |

### Melodramy
| Bratři (1933) | Veronika v žaláři (1947) | Hrabyň (1947) |

### Kantáty
| Kantáta o sv. Václavu (1929) | Slezský betlém (1953)                                  | Kantáta Středovskému (1973)           | Nejsvětější srdce, op. 132 (1984)  |
| Hvězda z Lisieux (1932)      | Vánoční zvony (1956)                                   | Víra – Naděje – Láska, op. 115 (1978) | Slavnost Spasitele, op. 133 (1985) |
| Jedermann – Každý (1932)     | Betlémské pastorále (1957)                             | Stráž a oslava, op. 117 (1978)        | Předjaří, op. 138 (1986)           |
| Soudný den (1950)            | Kantáta, op. 87 (1960)                                 | Kantáta o vlasti, op. 121 (1979)      |                                    |
| Vládce nebes (1951)          | Kantáta pro sóla, smíšený sbor a varhany op. 90 (1964) | Poselství oběti, op. 130 (1983)       |                                    |
| Moravská legenda (1952)      | Kantáta pro sóla, smíšený sbor a klavír op. 93 (1966)  | Vánoční kantáta, op. 131 (1983)       |                                    |

### Orchestrální skladby
| Fantasia pastoralia; Zlatá svoboda (1927)   | Capricio (1942)                                                                                | Troják (1954)                                   | K novým obzorům (1960)                         |
| Slavnostní ouvertura; Pochod Merkura (1933) | Triptych (1943)                                                                                | Světelné fontány; Veselý sobáš (1955)           | Start (1962)                                   |
| Výš a výše do oblak (1935)                  | Úžas a okouzlení (1946)                                                                        | Trepak; Návrat (1956)                           | Boj a vítězství (1963)                         |
| Bouře; Satan; Jen s úsměvem (1936)          | Trpaslík; Romantické divertimento; Tanec sedmi závojů; Sousedská; Orientální tanec (1947)      | Taneční fantazie z Hané (1957)                  | Obrazy, op. 119; Baletní suita, op. 120 (1979) |
| Suita pro smyčcové nástroje (1937)          | Slovenský tanec; Vesele cestou do pole; Sakury v měsíční noci; Fantastické divertimento (1950) | Předjaří; Rozmar; Bouře v Tatrách; Dukla (1958) | Proměny mládí, op. 124 (1960)                  |

### Klavírní skladby
| Serenáda amorosa (1926)    | Tančící loutka (1947)           | S veselou myslí (1958)                               | Zlatovláska, op. 101 (1972)  |
| Idyla (1926)               | Romance (1948)                  | Klid před spánkem (1958)                             | Pod Alpami (1972)            |
| Letní noc (1927)           | Tarantella (1948)               | Kruhy na vodě (1958)                                 | Petříčkova ukolébavka (1973) |
| Fantazie in c-moll (1928)  | Miniatury č. 1 (1948)           | V podzimním dešti (1958)                             | Kouzlo plamene (1975)        |
| Betlém (1933, vydáno 1936) | Fantastické divertimento (1950) | Na rozhraní (1958)                                   | Stříbrná studánka (1982)     |
| Marcia funebre (1933)      | Miniatury č. 2 (1951)           | Monogramy (1959)                                     | Jitřní procitnutí (1984)     |
| Pochod Merkura (1933)      | Slunečný den (1953)             | Tábor odvahy a radosti (1961)                        | Jarní vánek (1986)           |
| V létě na vesnici (1934)   | Píseň beze slov (1957)          | Chlapci z hor (1965)                                 |                              |
| Brněnský drak (1935)       | Kouzelné jitro (1957)           | Úsměvy v dešti (1967)                                |                              |
| Skizzy (1937–1945)         | Májový večer (1958)             | Rytmus plamene; Rudý hyacint; Španělský tanec (1971) |                              |

### Komorní hudba
| Ukolébavka pro housle (1935) | Arjaa (1942)                                | V očekávání (1954)                                          | Ozvěny z hor (1962)                                                                        |
| Fanfáry (1938)               | Znělka Čechy-Morava (1942)                  | Šťastné setkání (1954)                                      | Hvězdný sen (1969)                                                                         |
| Jazz suite (1939)            | Ozvěny jara (1944)                          | Canzonetta pro violoncello a varhany (1954)                 | Koncert G-dur pro varhany, vokální kvartet, instrumentální soubor a pozitiv, op. 99 (1971) |
| Etuda pro altsaxofon (1939)  | Scherzino (1944)                            | Fanfáry (1955)                                              | Vánoční fanfáry (1971)                                                                     |
| Hlasy domova (1940)          | Hradní fanfáry (1947)                       | Pastorale pro flétnu a varhany (1956)                       | Mládí vpřed (suita pro harmonikový soubor, 1973)                                           |
| Lustiger-Gesang (1940)       | Miniatura (1949)                            | Skizza (1957)                                               | Díkůvzdání (fanfáry, 1973)                                                                 |
| Modrý krystal (1941)         | Melancholie pro housle a violoncello (1949) | Junajkoroj, Mladá srdce (pochod, 1957)                      | Groteska pro dechový kvintet (1981)                                                        |
| Swing – fox (1941)           | Fanfáry (1949)                              | Árie pro lesní roh a varhany (1958)                         | Batteria pro bicí nástroje, op.127 (1981)                                                  |
| Dumka (1942)                 | Valašský motiv (1950)                       | Burleska pro housle a klavír (1958)                         | Zlaté posvícení (1981)                                                                     |
| Za horama svítá (1942)       | Španělský tanec (1950)                      | Svítání, Ex oriente Lux (flétna, lesní roh a varhany, 1958) | Cesta, op. 129 (violoncello a varhany, 1983).                                              |

### Varhanní skladby
| Postludium, Alleluja, Meditace (1930)           | Studie pro varhany G-dur (1942)                     | Suita di tre movimenti, op. 97, Elegie, Contemplationes, op. 100 (1970)            | Allegro, Andantino, Hudba zvonů, Epilog (1985) |
| Fantazie pro varhany (1934)                     | Maestoso (1946)                                     | Jarní pastorale, Koncert G-dur pro varhany a orchestr, op. 101 (1971)              | Toccata (1986)                                 |
| Largo (1939)                                    | Allegro vivo (1948)                                 | ABC pro varhany (1965–1971)                                                        | Suita chromatica, op. 137 (1986)               |
| Studie pro varhany G-dur (1939)                 | Triptych (1950)                                     | Koncertní fantazie g-moll, Medailon na téma BACH, Koncert C-dur pro varhany (1972) | Rondo (1986)                                   |
| Modlitba za vlast (1940)                        | Slavnostní preludium (1952)                         | Invocationes Veni Creator Spiritus, op. 106 (1973)                                 | Passacaglia, op. 140 (1987)                    |
| Studie pro varhany C-dur (1940)                 | Pastýřská idylka (1965)                             | Dva monology, op. 109, Variace D-dur, op. 111 (1974)                               |                                                |
| Studie pro varhany Es-dur (1941)                | Koncert D-dur pro varhany a orchestr, op. 94 (1969) | Preludium C-dur, Preludium G-dur (1983)                                            |                                                |
| Svatý Alexius, B. Maria Virgo de Mercede (1941) | Kontrasty, Spirála, První člověk na Měsíci (1969)   | Andante G-dur (1984)                                                               |                                                |

### Písně
| Odešel můj milý; Dolú, dolinečků (1928) | Funus bláznů; Písně samoty (1947)                                                     | Do pohraničí; Večerní zvon (úprava); Na Slovensko; Dodácká (1955)                                                                                 | Květy úsměvů (úpravy lidových písní), Zmoudření ševce Fanfrnocha (1963) |
| Letíte roky (1930)                      | Svět patří nám; Píseň o hvězdě; Krásný den; Holubinko sněžná (1949)                   | Jdeme všichni za písničkou mládí; Provází mně písnička; Chtěl bych být u tebe; Na cestu mladým talentům; Tatínkova uspávanka; Kouzlo krásy (1956) | Zelená zelenému zlatu (1966)                                            |
| Dívenka kouzelná (1931)                 | Ta strážná brána (1952)                                                               | Talisman; Smutná píseň; …estas mi esperantisto; Japonská ukolébavka;Canto de la porco; Zářivá paleta (1957)                                       | Pouť pro dva (1971)                                                     |
| Tichý rok (1942–1944)                   | První sníh; Kos; Sousedi; Pojď děvčátko do kola; Dumka z Dukly; Jetelka; Jarní (1953) | Nová Ostrava; Ostravo má drahá; Pohádka o vodě; Kdyby se čas zastavil (1959)                                                                      | Vzpomínka (1978)                                                        |
| Země požehnaná; Zklamané touhy (1946)   | Vojenská košulka; Jarní píseň; Ukolébavka; Svítání (1954)                             | Smutná trubka (1960) | Písně domova, op. 135 (1985)                                            |

### Scénická hudba
| Smrt svatého Cyrila (1933) | Černoušek a opička (1946) | Lucerna (1948)         | Hadřík (1964)       |
| Mír (1945)                 | Petr Bezruč (1947)        | Svět patří nám (1949)  | Houbařův sen (1965) |
| Král Oidipus (1946)        | Český zpěváček (1947)     | Hadrián z Římsů (1949) |                     |
| Gazdina roba (1946)        | Janíček s voničkou (1948) | Jan Roháč (1950)       |                     |
| Dvě Maričky (1946)         | Slovenské nebe (1948)     | Svatba na Hané (1956)  |                     |

### Dětské sbory
| Zdravice (1934) | Lesní studánka (1942)                                  | Jako vítěz; Dětská zdravice; Dožínková;Rožnovské hodiny; Tichá voda; Červený šátečku; Matka a jabloň (1955) | Skákal pes (1962) |
| Přání (1937)    | Hraj muziko; Kominíček; Medvídek; Píseň večerní (1943) | U nás; Dobrý den; Bělkovické lomy (1959)                                                                    |                   |

### Ženské sbory
| Soumrak (1940) | Jitřní píseň (1941) | Tři národní písně; Odevzdání (1958) |

### Mužské sbory
| Našim (1932)    | Touha (1942) | Jitro (1947) | Ad multos annos (zdravice, 1978) |
| Zdravice (1938) |              |              |                                  |

### Smíšené sbory
- Slavný den (1933)
- Zdravice hanáckých tiskařů (1951)

### Chrámové skladby

#### Mše
| Česká mše I. (1929)      | Missa in honorem Sancti Joannis Bosco (1938) | Missa choralis (1943)                   | Mše a-moll, op. 102 (1972)             |
| Requiem (1929)           | Missa Lux et origo (1939)                    | Česká mše slavnostní – krnovská (1947)  | Česká mše svatopetrská, op. 114 (1977) |
| Česká mše II. (1934)     | Maria (1940)                                 | Missa Veni Creator Spiritus (1948)      |                                        |
| Česká mše vánoční (1937) | Mše ke cti blahoslavené Anežky České (1943)  | Mysterium naděje a spásy, op. 96 (1969) |                                        |

#### Sólové skladby
| Květy nejkrásnější (1926)   | Sacerdotes Domini (1937) | Jesus, pastor bonus (1946)   | Prosba (1948)               |
| Anděl Páně (1928)           | Zdráva buď (1944)        | Blahopřání snoubencům (1946) | Ave Maria (1968)            |
| Ave Maria (1929)            | Benedicam Dominum (1944) | Kyrie (1947)                 | Dětská modlitba (1979)      |
| Z křišťálových dlaní (1930) | Svatební píseň (1945)    | Modlitba za vlast (1947)     | Do tvých svatých ran (1982) |
| Ó máti moje předrahá (1932) | Otčenáš (1946)           | U jeslí Ježíškových (1947)   | Ave Maria (1983)            |

#### Sborové skladby
| Při sňatku (1929)                        | Když slzy vinu smyly (1942)        | Otčenáš (1945)                   | Pastýři spěchali (1979)             |
| Pangue lingua (1929)                     | Smír (1942)                        | Ježíšku milený (1945)            | Hle, přichází vládce a Pán (1979)   |
| Píseň k blahoslovené Anežce České (1933) | Odevzdání (1942)                   | Chvalte ústa (1949)              | Petr a Pavel (1980)                 |
| Asperges me (1934)                       | Lauda anima mea (1942)             | Útěk Panny Marie (1950)          | Otčenáš (1980)                      |
| Regina coeli (1934)                      | Jubilate Deo universa terra (1942) | Svatý Václave (1950)             | Svatý Václav (1980)                 |
| Již odpočívej v pokoji (1935)            | Benedicite gentes (1942)           | Při sňatku (1953)                | Zdrávas Maria (1980)                |
| Credo, quod redemptor (1937)             | Ave Maria (1942)                   | V půlnoční hodinu (1955)         | Pán skutečně vstal z mrtvých (1981) |
| In comnem terram (1938)                  | Jako vítěz (hymnus, 1943)          | Raduj se, nebes královno (1959)  | Svatý duchu, sestup k nám (1981)    |
| Blaze Tobě (1938)                        | Angelus Domini (1943)              | Hymnus ke cti sv. Václava (1968) | Te Deum, op. 126 (1981)             |
| Sbohem, vy rodiče (1938)                 | Deus, Deus meus (1943)             | Veritas Mea (moteto, 1976)       | Tajemství pokory, op. 136 (1986)    |
| Haec dies (1938)                         | Pange lingus (1943)                | Justitiae Domini (moteto, 1976)  | Věčné světlo, op. 139 (1987)        |
| Terra tremuit (1938)                     | Do města nebeského (1944)          | Laudate Dominum (1976)           |                                     |
| Chvalte ústa (1940)                      | Populum humilem (1944)             | Coenfiteor tibi, Domine (1976)   |                                     |
| Pangue lingua (1942)                     | De profundis (1944)                | Hle, velekněz (1977)             |                                     |

## Dílo literární
- Pohádka (básně, Olomouc, 1930)
- Zrození lásky (básně v próze, Nový Jičín, 1930)
- Ve stínu katedrály (Olomouc, 1931)
- Hra světel a stínů (povídky, Olomouc, 1931)
- Touhy duší (básně a próza, Olomouc, 1931)
- Útočiště (Olomouc, 1931)
- Legenda o neznámém světci (Olomouc, 1931)
- Poutník touhy (Olomouc, 1931)
- Tři hry (Olomouc, 1934)
- Gotické sny (Olomouc, 1934)
- Akordy života (povídky, 1935)
- Nad propastí (verše, Olomouc, 1937)
- Kajícnice (Přerov, 1937)
- Melodie soumraku (verše, Prostějov, 1938)
- Stříbrný most (povídky, Olomouc, 1939)
- Hlasy z temnot (Přerov, 1942)
- Písně hvězdných nocí (rkp., 1945)
- Setkání (rkp., 1946, pod pseudonymem Jindřich Maria Slavík)
- Staré pověsti